# سارا کافمن
سارا کافمن (انگلیسی: Sarah Kaufman؛ زادهٔ ۲۰ سپتامبر ۱۹۸۵) ورزشکار هنرهای رزمی ترکیبی اهل کانادا است.